# Boiruna
Genre
Boiruna est un genre de serpents de la famille des Dipsadidae.

## Répartition
Les espèces de ce genre se rencontrent en Argentine, en Uruguay, au Paraguay, en Bolivie et au Brésil.

## Description
Ces serpents mesurent environ 35 cm. Ils naissent rouges ou orange et deviennent gris sombre à noir en grandissant.

## Liste des espèces
Selon The Reptile Database (27 août 2013) :
- Boiruna maculata (Boulenger, 1896)
- Boiruna sertaneja Zaher, 1996

## Étymologie
Le nom de ce genre, Bioruna, vient du tupi-guarani Mboi+r+ú, « qui mange des serpents » et una, « noir », en référence au fait que ces serpents de couleur noire sont ophiophages.

## Publication originale
- Zaher, 1996 : A new genus and species of pseudoboine snake, with a revision of the genus Clelia (Serpentes, Xenodontinae). Bollettino del Museo Regionale di Scienze Naturali. Torino, vol. 14, p. 289-337.